# Sebastião Leal
Sebastião Leal is een gemeente in de Braziliaanse deelstaat Piauí. De gemeente telt 4.231 inwoners (schatting 2009).